# Momo e no Tegami
Momo e no Tegami (ももへの手紙) é um filme de anime japonês de 2011 produzido por Production I.G e realizado por Hiroyuki Okiura.